# Dom Lara
Dom Lara é um distrito do município brasileiro de Caratinga, no interior do estado de Minas Gerais. Segundo o censo demográfico de 2022, realizado pelo Instituto Brasileiro de Geografia e Estatística (IBGE), sua população era de 976 habitantes e havia 375 domicílios particulares permanentes ocupados. Possui área de 65,70 km² conforme a Fundação João Pinheiro (FJP).
De acordo com o IBGE, em 2010 a população era de 1 130 habitantes e havia 494 domicílios particulares.

## História
O distrito foi criado pela lei estadual nº 336 de 27 de dezembro de 1948. O topônimo Dom Lara é uma homenagem ao 2º bispo de Caratinga, Dom José Maria Parreira Lara (1885–1936).
A localidade era atendida pela Estrada de Ferro Leopoldina, que chegou a fornecer transporte de passageiros de Caratinga até a cidade do Rio de Janeiro no início de seu funcionamento. A Estação de Dom Lara (antiga Estação Macaquinhos), que atendia ao atual distrito, foi inaugurada em 14 de dezembro de 1930.
Posteriormente, o trecho ferroviário que cortava o município foi erradicado na década de 1980 e a antiga estação foi usada para serviços públicos, como posto de saúde e policial.